# Akaflieg Hannover
Pour les articles homonymes, voir AFH.
L’Untergruppe des Hannoverschen Vereins für Flugwesen est un constructeur aéronautique allemand créé en 1920. Pour se conformer aux usages de l’Idaflieg auquel il était rattaché comme toutes les sections aéronautiques universitaires en Allemagne, il devint par la suite Akaflieg Hannover. Ce changement entraîna l'apparition d'une nouvelle séquence de désignation des projets, désignés par les lettres AFH.
Il ne reste pratiquement aucun document concernant les projets conduits par cet Akaflieg durant l’entre-deux guerres. Depuis la fin de la Seconde Guerre mondiale les projets de l’Akaflieg Hanover ne concernaient plus des aéronefs, mais en 1974 la construction de planeurs a été relancée.

## Les projets
- Hannover H 1 Vampyr : Planeur monoplace, monoplan à aile haute contreventée, fuselage à flancs plats reposant sur 3 roues à sa base.
- Hannover H 2 Greif : Planeur monoplan monoplace, version affinée et de taille réduite du précédent.
- Hannover H 3 :
- Hannover H 4 :
- Hannover H 5 : Planeur léger, accidenté durant un de ses premiers vols.
- Hannover H 6 Pelikan : Planeur monoplace, voilure épaisse de grand allongement.
- Hannover H 7 : Biplan biplace d’école, qui ne semble pas avoir volé.
- Hannover H 8 Phönix : Évolution du H 6.
- Hannover AFS 1 Schnecke : Biplan biplace d’école caractérisé par une voilure non décalée de grand allongement. Équipé d’un moteur en étoile, cet appareil semble avoir été commencé comme H 9 et terminé comme AFS 1 (Akaflieg Schule 1).
- Hannover AFH 2 :
- Hannover AFH 3 :
- Hannover AFH 4 : Planeur équipé de volets de bord de fuite.
- Hannover AFH 5 : Capteur de pression en bout d’aile pour la recherche ds thermiques.
- Hannover AFH 6 : Évolution de l’AFH 4, cockpit fermé.
- Hannover AFH 7 : Émetteur radio.
- Hannover AFH 8 :
- Hannover AFH 9 : Procédure de planification et contrôle des ailerons et volets.
- Hannover AFH 10 : Planeur monoplace, monoplan à aile médiane, qui participe au rassemblement annuel de l’Idaflieg à Prien en 1941.
- Hannover AFH 11 : Planeur à fuselage métallique, dont une version motoplaneur a été envisagée.
- Hannover AFH 12 : Appareil radio réalisé en 1940, produit en série en 1956 (AFH 14).
- Hannover AFH 13 : Treuil. Reconstruit comme AFH 13a.
- Akaflieg Hannover AFH 14 : Version de série de l’appareil radio.
- Akaflieg Hannover AFH 15 : Bâti-moteur pour motoplaneur.
- Akaflieg Hannover AFH 16 : Appareil de mesure de température pour la recherche des thermiques.
- Akaflieg Hannover AFH 17 :
- Akaflieg Hannover AFH 18 : Recherche sur les résines.
- Akaflieg Hannover AFH 19 : Programme de recherches aérodynamiques.
- Akaflieg Hannover AFH 20 : Treuil de lancement dont 2 exemplaires sont en service.
- Akaflieg Hannover AFH 21 : Un planeur Neukom Elfe S4d construit par les étudiants.
- Akaflieg Hannover AFH 22 : Planeur biplace en tandem, voilure médiane d’un Grob Twin Astir (en).
- Akaflieg Hannover AFH 23 : Moteur solaire destiné au Glaser-Dirks DG-200.
- Akaflieg Hannover AFH 24 : Planeur monoplace classe standard utilisant une voilure de Glaser-Dirks DG-300.
- Akaflieg Hannover AFH 25 : Treuil diesel.
- Akaflieg Hannover AFH 26 : Prototype inachevé de planeur de 18 m d’envergure.
- Akaflieg Hannover AFH 27 : Méthode de calcul de navigation.